# Deepal L07

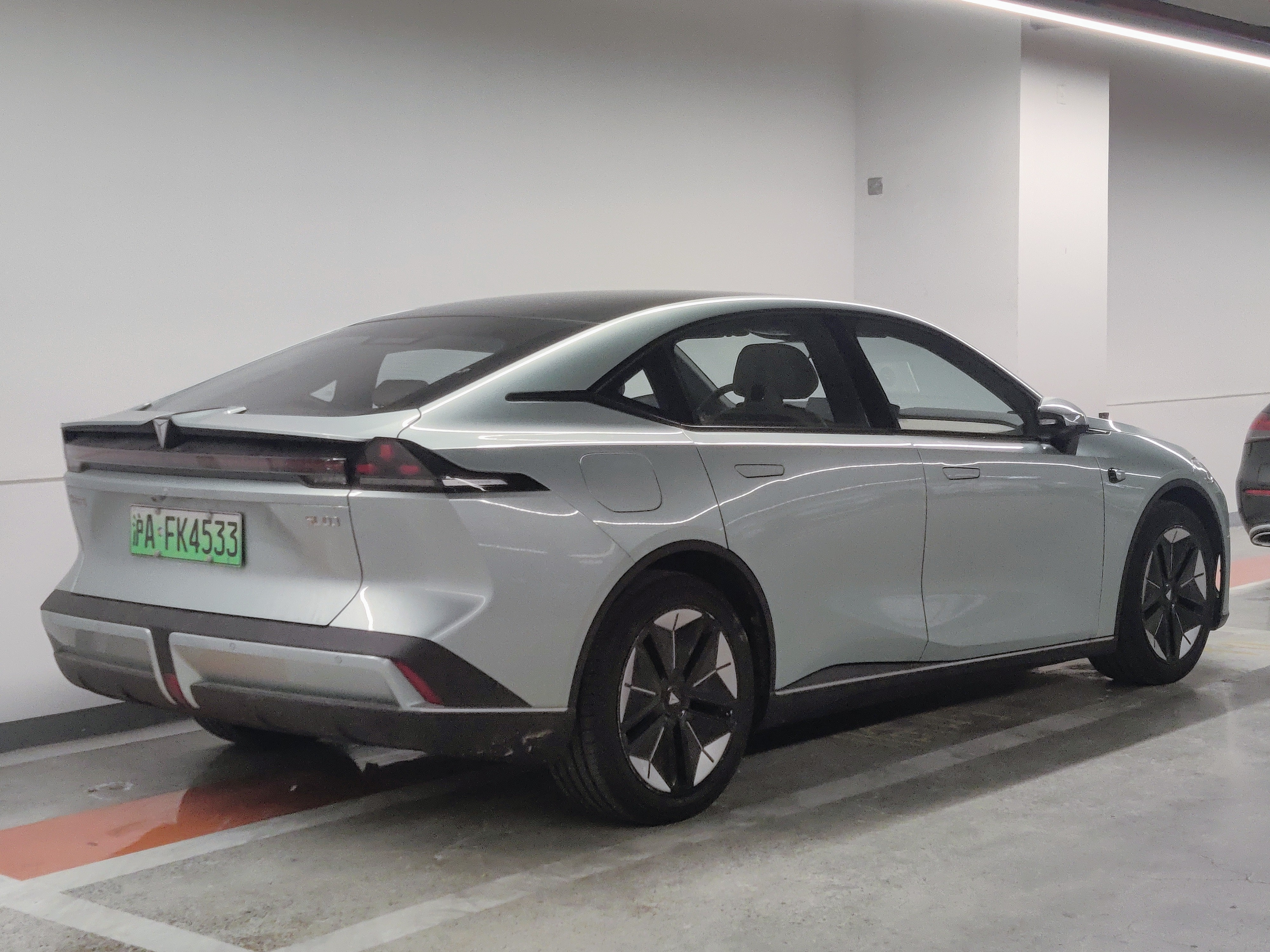
Вид сзади

Deepal L07 (до 2024 года Shenlan SL03) — компактные представительские гибридные автомобили и электромобили на их базе, выпускаемые с 2022 года китайской компанией Changan под брендом NEV. Разработаны совместно с Huawei и CATL.

## Описание
Shenlan SL03 выпускается в следующих модификациях: электромобиль, гибридный автомобиль и автомобиль на водородных топливных элементах. Электромобиль оснащается двигателем мощностью 218 л. с. с запасом хода 700 км. Также существует гибридный автомобиль EREV с атмосферным 1,5-литровым двигателем JL473QJ и электродвигателем мощностью 258 л. с. с запасом хода 1200 км. Планируется, что в Китае модель заменит Tesla Model 3. Конкурентом является Skoda Superb.

В сентябре 2024 года автомобиль прошёл рестайлинг и стал называться Deepal L07.

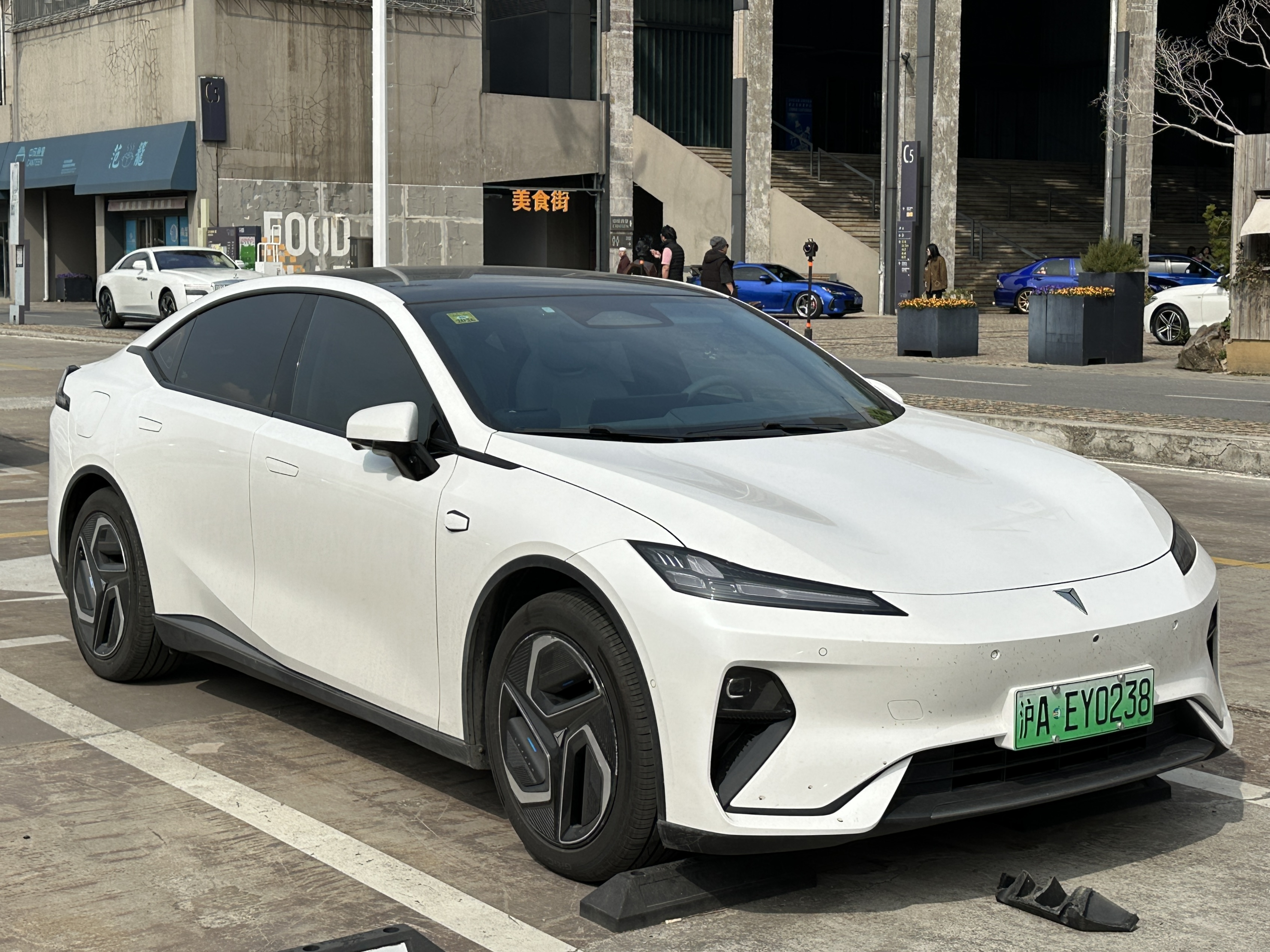
Deepal L07
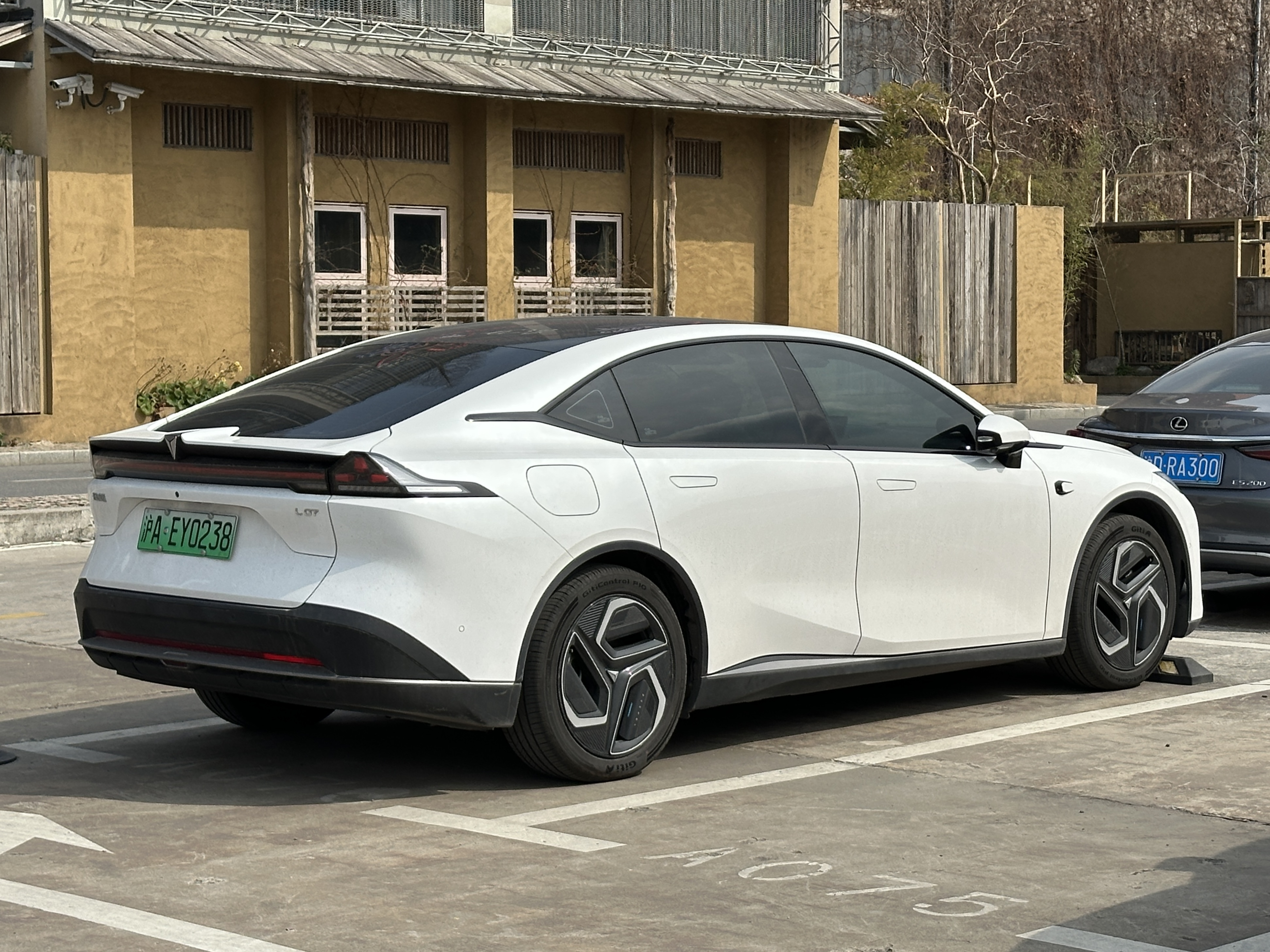
Deepal L07

## Технические характеристики
Shenlan SL03 оснащён 27 различными датчиками и поддержкой автономного вождения 4-го уровня. Модель базируется на платформе Qualcomm SA8155P. По элементам шасси модель унифицирована с Changan UNI-V.